# Mooreland (Indiana)
Mooreland es un pueblo ubicado en el condado de Henry en el estado estadounidense de Indiana. En el Censo de 2010 tenía una población de 375 habitantes y una densidad poblacional de 1.005,47 personas por km².

## Geografía
Mooreland se encuentra ubicado en las coordenadas 39°59′51″N 85°15′5″O / 39.99750, -85.25139. Según la Oficina del Censo de los Estados Unidos, Mooreland tiene una superficie total de 0.37 km², de la cual 0.37 km² corresponden a tierra firme y (0%) 0 km² es agua.

## Demografía
Según el censo de 2010, había 375 personas residiendo en Mooreland. La densidad de población era de 1.005,47 hab./km². De los 375 habitantes, Mooreland estaba compuesto por el 97.33% blancos, el 0% eran afroamericanos, el 0% eran amerindios, el 0% eran asiáticos, el 0% eran isleños del Pacífico, el 0% eran de otras razas y el 2.67% pertenecían a dos o más razas. Del total de la población el 1.6% eran hispanos o latinos de cualquier raza.